# Championnat de Belgique masculin de handball 1986-1987
Navigation
Division 1 1985-1986 Division 1 1987-1988
La saison 1985-1986 du Championnat de Belgique de handball fut la 29e édition de la plus haute division belge de handball. 

## Participants
| - HC Herstal - SHC Angleur - Sporting Neerpelt - Union beynoise - KV Sasja HC Hoboken - TSV Eupen |  | - Olse Merksem HC - Apolloon Kortrijk - SK Avanti Lebbeke - Kreasa HB Houthalen - Initia HC Hasselt - Sporta Evere |